# Familisme
Familisme is een wijze van bedrijfsvoering waarbij het streven naar winst ondergeschikt wordt gemaakt aan de bloei, het aanzien en de continuïteit van de sociale positie der kapitaalbezitters. Het is een mentaliteit die gekenmerkt wordt door loyaliteit aan de eigen familie, de (familie)leden vertrouwen elkaar blindelings, maar jegens vreemden koesteren zij achterdocht.
Deze mentaliteit is door Edward Banfield getypeerd als 'amoreel familisme'. Deze amoraliteit geldt alleen buiten de familiekring, erbinnen geldt een strikte sterke onderlinge gezinsmoraal.

## Economische gevolgen
De economische gevolgen van het familisme kunnen zowel positief als negatief zijn.
Positief gevolg:
Familiebedrijven kunnen uitgroeien doordat verwanten volstrekt van elkaar op aan kunnen bij onder andere:
- kredietverlening
- leverantie
- en in het bedrijfsbeheer.

Negatief gevolg:
Bovengenoemde positieve gevolgen kunnen een belemmering gaan vormen wanneer in een land de economische schaalvergroting doorzet; dan is het familiekapitaal niet langer toereikend voor de onderneming, wordt de bedrijfsleiding op verwantschap aangenomen in plaats van op bekwaamheid en kunnen de hechte familiebanden een kluwen van onderlinge verstrengelingen gaan vormen waaraan voor crediteuren, afnemers en werknemers geen touw meer valt vast te knopen. Tevens gaat het ten koste van efficiëntie in de bedrijfsvoering omdat men niet in staat of bereid is taken te delegeren naar andere niveaus. Het gevolg van al deze aspecten is dat concurreren met buitenlandse ondernemingen moeilijker wordt, en Italiaanse bedrijven vaak niet in staat zijn om uit te groeien tot multinationals. Italië kent dan ook relatief weinig grote bedrijven die mondiaal actief zijn. Italiaanse bedrijven (vooral de grotere onder hen) spreiden de risico's die deze cultuur met zich meebrengt door op diversificatie binnen hun activiteiten over te gaan. Zo kan een bedrijf bijvoorbeeld zowel actief zijn in de mobiele telefonie, de auto-industrie en de kledingmarkt.
Doordat men de touwtjes niet uit handen wil geven, maar binnen de familie wenst te houden, blijven de bedrijven klein of worden gedwongen te krimpen, vandaar dat men het familisme vooral tegenkomt in het midden- en kleinbedrijf.